# Kolonenedikt des Anastasius
Das Kolonenedikt des Anastasius ist ein vom oströmischen Kaiser Anastasius I. (491–518) erlassenes Edikt, das in eine Übergangsphase in der Entwicklung vom freien Bauern zum ans Land gebundenen Kolonen fiel. War bis dahin vielfach die bodenbearbeitende Bevölkerung an ihr Land gebunden, während ihr Besitz ihrem Herrn gehörte, so konnten andere nach drei Jahrzehnten in diesem Rechtszustand ihren mobilen Besitz bzw. ihr Vermögen in eigenen Besitz nehmen. Doch auch sie waren gezwungen, das Land zu bebauen und Abgaben (tributum) zu entrichten.

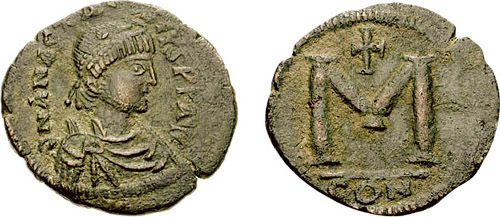
Kaiser Anastasius auf einer Münze, die zwischen 498 und 507 in Konstantinopel geprägt wurde.

Im Unterschied zur späteren Gesetzgebung unter Kaiser Justinian I. wird hierbei noch zwischen freien und unfreien Kolonen unterschieden. Diese Unterscheidung verschwindet im Laufe des 6. Jahrhunderts, so dass Kolone und Unfreier identisch gebraucht wurden, um Ackerbauer zu beschreiben, die an die Scholle gebunden waren und kein freies Eigentum (mehr) besaßen. Zugleich machte Anastasius eine Pacht von dreißig Jahren Dauer verbindlich.
In den Quellen erscheinen für die schollengebundenen Bearbeiter des Bodens die Bezeichnungen coloni adscriptii oder coloni originarii.

## Durchsetzung der Schollenbindung, Verlust des Klagerechts
Die Durchsetzung der Schollenbindung verschärfte schon Kaiser Konstantin der Große dadurch, dass er den Herren erlaubte, flüchtige Kolonen in Ketten zu legen – allerdings nur dann, wenn ihre Flucht weniger als 30 Jahre zurücklag. Dennoch blieb die Mobilität in der Gesellschaft wahrscheinlich sehr hoch. Ab 365 war es den Kolonen verboten, über ihren Besitz, ihr peculium, zu verfügen, was vor allem Arbeitsgeräte beinhaltet haben dürfte. Ab 371 durften die Herren die Abgaben der Kolonen selbst eintreiben. Schließlich verloren die Ackerbauer 396 auch noch das Klagerecht gegen ihren Herrn.
Damit hatten kaiserliche Gesetze, vermutlich auf Initiative der großen Landbesitzer, die Voraussetzungen geschaffen, beinahe unbeschränkte Verfügungs- und Polizeigewalt an lokale Herren zu überantworten, deren wachsende Wirtschaftseinheiten sich dadurch gegenüber staatlichem Einfluss zunehmend abriegelten. Sie waren in der Lage, sich kraft ihrer Wirtschaftsmacht und Autarkie, vor allem aber durch die Aneignung bis dahin staatlicher Rechte über Land und Leute in einem bis dahin ungekannten Ausmaß zu verselbstständigen.

## Text
Der Text des ursprünglich griechischen Edikts in lateinischer Übersetzung lautet:
„Imperator Anastasius Augustus. Agricolarum alii adscripticii sunt, quorum peculia ad :dominos pertinent, alii triginta annorum tempore coloni fiunt, liberi tamen cum rebus :suis manent: at enim hi quoque et terram colere et tributum solvere coguntur. hoc autem :tam domino quam agricolis expedit.“
„Kaiser Anastasius Augustus. Von den Ackerbauern sind einige ans Land gefesselt :(adscripti), ihre Habe gehört den Herren; andere werden nach Verlauf von dreißig Jahren :Kolonen und behalten ihr Vermögen in freier Verfügung, doch werden auch sie sowohl zur :Bebauung des Landes als auch zur Abgabenleistung gezwungen. Dies ist ebenso für den :Herrn wie für die Ackerbauer vorteilhaft.“

## Edition
- Paul Krüger (Hrsg.): Corpus iuris civilisCorpus Iuris Civilis. Bd. 2: Codex Iustinianus., Berlin 1906, S. 441 Buch XI, Titel 48, Nr. 19 (Digitalisat).